# Nepaloserica goomensis
Nepaloserica goomensis är en skalbaggsart som beskrevs av Ahrens 1999. Nepaloserica goomensis ingår i släktet Nepaloserica och familjen Melolonthidae. Inga underarter finns listade i Catalogue of Life.